# الشيخ إمام

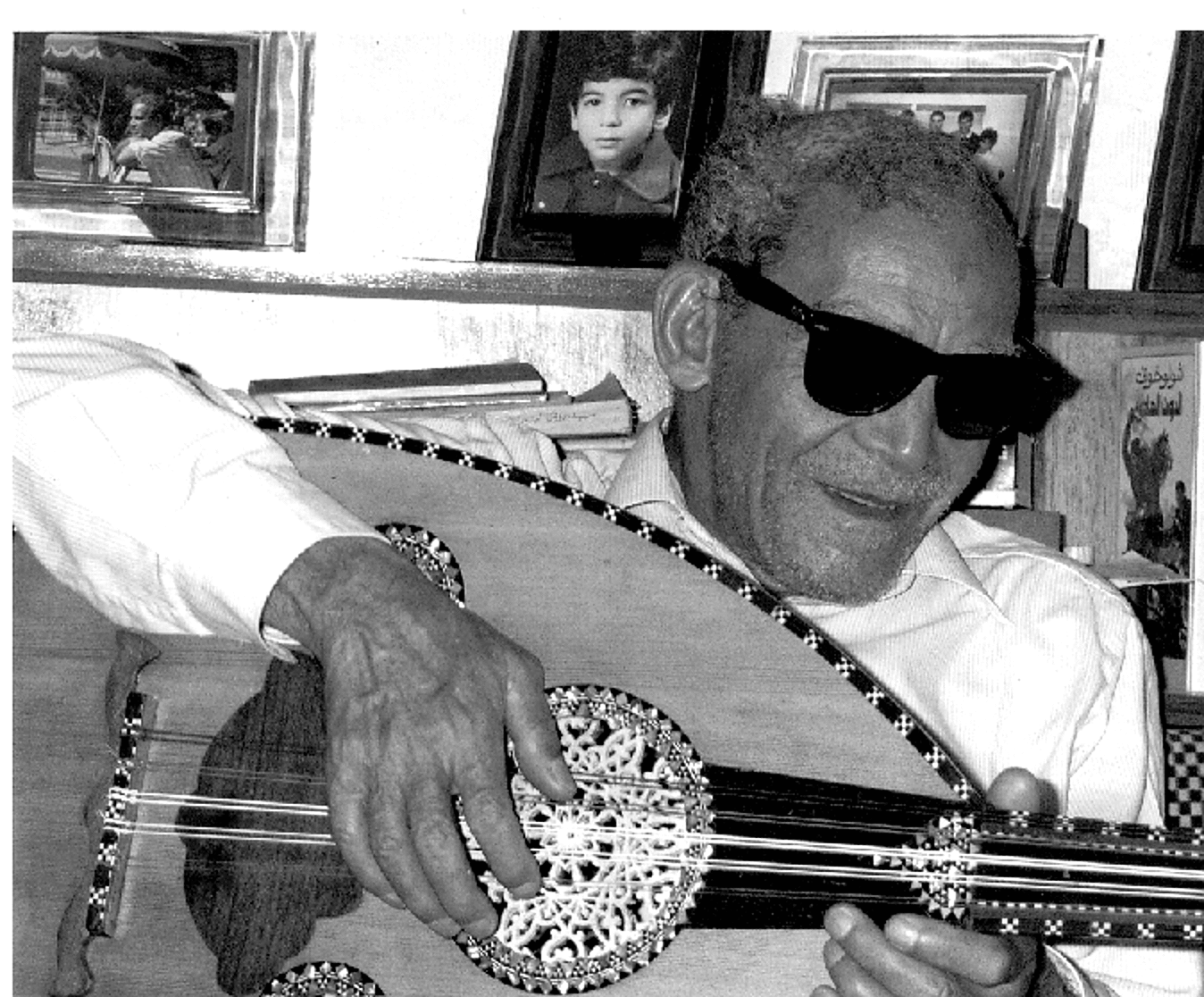
الشيخ إمام

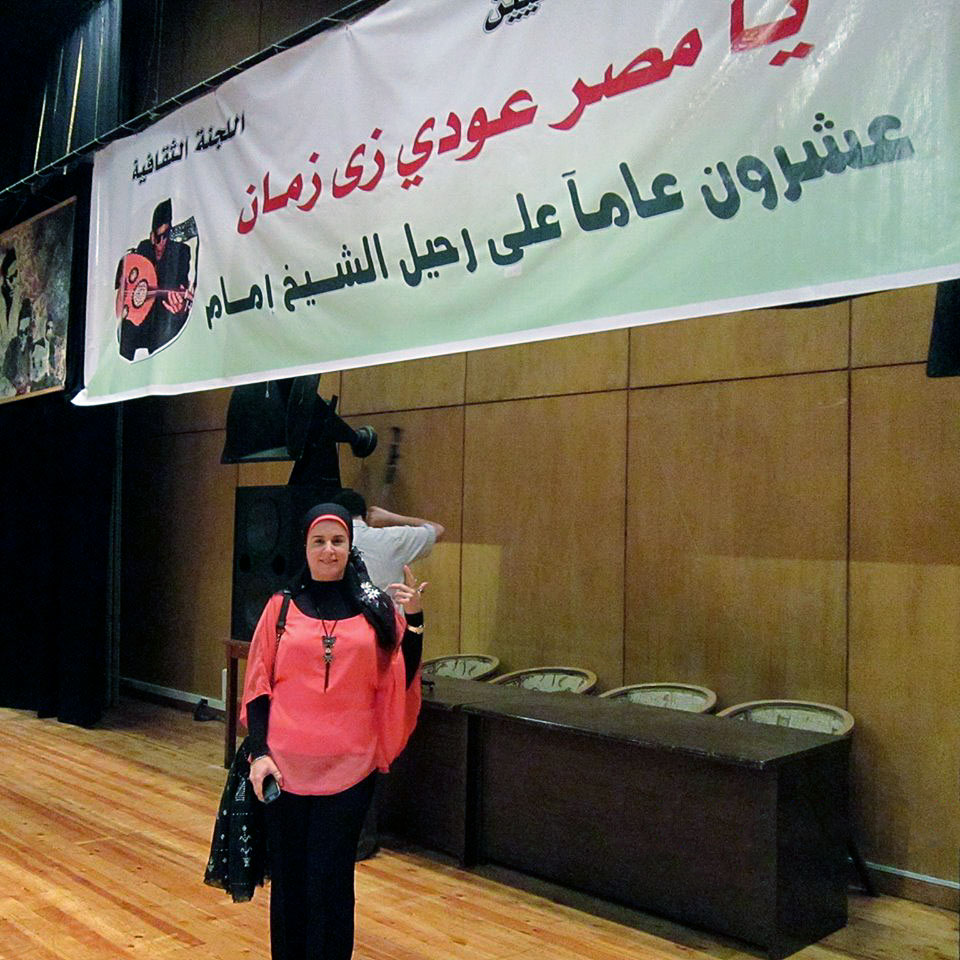
ذكري الشيخ إمام

الشيخ إمام (اسمه الحقيقي إمام محمد أحمد عيسى) (2 يوليو 1918 - 7 يونيو 1995)، هو مغني وملحن مصري.

## حياته
ولد في قرية أبو النمرس بمحافظة الجيزة لأسرة فقيرة وكان أول من يعيش لها من الذكور حيث مات منهم قبله سبعة ثم تلاه أخ وأخت. أصيب في السنة الأولى من عمره بالرمد الحبيبي وفقد بصره بسبب الجهل واستعمال الوصفات البلدية في علاج عينه، فقضى إمام طفولته في حفظ القرآن الكريم على يد الشيخ عبد القادر ندا رئيس الجمعية الشرعية بأبي النمرس وكانت له ذاكرة قوية.

### طفولته
كان والده يحلم أن يكون ابنه شيخاً كبيراً، لكنه كان قاسياً في معاملته، أما والدته فكانت النبع الذي ارتوى منه إمام بالحنان في طفولته وعوضه فقد بصره، وكانت معايرة الأطفال لابنها بالعمى تدفعها للبكاء. كان إمام يندس في مواسم الأفراح والحج، وسط الحريم ليسمع غنائهن وأهازيجهن فنشأ صاحب أذن موسيقية.

## فصله من الجمعية
لازم إمام حب الاستماع للشيخ محمد رفعت، وكان الاستماع للإذاعة من ممنوعات الجمعية لكونه بدعة، مع أنه كان يستمع للقرآن، إلا أن الجمعية قررت فصله بالإجماع. عندما سمع أبوه بما حدث لابنه من فصل من الجمعية بحث عنه فوجده يقضى نهاره في الحسين وليله في الأزهر حيث كان ينام، فأهانه وضربه وحذره من العودة لقريته مرة أخرى نظراً للجريمة التي اقترفها بتسببه في فصله من الجمعية، وبعدها مباشرة توفيت أمه التي كانت أعز ما لديه في الدنيا، ولم يتمكن من تشييعها لقبرها، وبالفعل لم يعد لقريته إلا حين مات أبوه.

## بداية احتراف الموسيقى
وفى إحدى زياراته لحى الغورية قابل مجموعة من أهالي قريته فأقام معهم وامتهن الإنشاد وتلاوة القرآن الكريم، وكسائر أحداث حياته التي شكلتها الصدفة التقى الشيخ إمام بالشيخ درويش الحريري أحد كبار علماء الموسيقى، وأعجب به الشيخ الحريري بمجرد سماع صوته، وتولى تعليمه الموسيقى.
اصطحب الشيخ الحريري تلميذه في جلسات الإنشاد والطرب، فذاع صيته وتعرف على كبار المطربين والمقرئين، أمثال زكريا أحمد والشيخ محمود صبح، وبدأت حياة الشيخ في التحسن.
وفى منتصف الثلاثينيات كان الشيخ إمام قد تعرف على الشيخ زكريا أحمد عن طريق الشيخ درويش الحريري، فلزمه واستعان به الشيخ زكريا في حفظ الألحان الجديدة واكتشاف نقط الضعف بها، حيث كان زكريا أحمد ملولا، لا يحب الحفظ فاستمر معه إمام طويلا، وكان يحفظ ألحانه لأم كلثوم قبل أن تغنيها، وكان إمام يفاخر بهذا.
حتى إن ألحان زكريا أحمد لأم كلثوم بدأت تتسرب للناس قبل أن تغنيها أم كلثوم، مثل «أهل الهوى» و«أنا في انتظارك» و«آه من لقاك في أول يوم» و«الأولة في الغرام»، فقرر الشيخ زكريا الاستغناء عن الشيخ إمام.
كان لهذه الواقعة أثر في تحويل دفة حياة الشيخ إمام مرة أخرى عندما قرر تعلم العزف على العود، وبالفعل تعلم على يد كامل الحمصاني، وبدأ الشيخ إمام يفكر في التلحين حتى إنه ألف كلمات ولحنها وبدأ يبتعد عن قراءة القرآن وتحول لمغن واستبدل ملابسه الأزهرية بملابس مدنية.

## اللقاء بين إمام ونجم
وفى عام 1962 م، التقى الشيخ إمام عيسى بأحمد فؤاد نجم رفيق دربه، وتم التعارف بين نجم والشيخ إمام عن طريق زميل لابن عم نجم كان جاراً للشيخ إمام، فعرض على نجم الذهاب للشيخ إمام والتعرف عليه، وبالفعل ذهب نجم للقاء الشيخ إمام وأعجب كلاهما بالآخر.
وعندما سأل نجم إمام لماذا لم يلحن أجابه الشيخ إمام أنه لا يجد كلاما يشجعه، وبدأت الثنائية بين الشيخ إمام وأحمد فؤاد نجم وتأسست شراكة دامت سنوات طويلة. ويُعتبر أن الدور المباشر الذي لعب الشاعر أحمد فؤاد نجم في حِراك الشارع العربي هو بفضل عبقرية الشيخ إمام. وفي رأي أحمد فؤاد نجم كان الشيخ إمام مثل عبد الوهاب مغنيًا عظيمًا ومتفردًا.
ذاع صيت الثنائي نجم وإمام والتف حولهما المثقفون والصحفيون خاصة بعد أغنية: «أنا أتوب عن حبك أنا؟»، ثم «عشق الصبايا»، و«ساعة العصاري»، واتسعت الشركة فضمت عازف الإيقاع محمد على، فكان ثالث ثلاثة كونوا فرقة للتأليف والتلحين والغناء ساهم فيها العديد لم تقتصر على أشعار نجم فغنت لمجموعة من شعراء عصرها أمثال: فؤاد قاعود، وسيد حجاب ونجيب سرور، وتوفيق زياد، ونجيب شهاب الدين، وزين العابدين فؤاد، وآدم فتحى، وفرغلى العربي، وغيرهم.

## التحول النوعى في أعمال الشيخ إمام
كغيره من المصريين زلزلت هزيمة حرب يونيو 1967 إمام وسادت نغمة السخرية والانهزامية بعض أغانيها مثل: «الحمد لله خبطنا تحت بطاطنا - يا محلى رجعة ظباطنا من خط النار»، و«يعيش أهل بلدى وبينهم مفيش - تعارف يخلى التحالف يعيش»، و«وقعت م الجوع ومن الراحة - البقرة السمرا النطاحة»، وسرعان ما اختفت هذه النغمة الساخرة الانهزامية وحلت مكانها نغمة أخرى مليئة بالصحوة والاعتزاز بمصر مثل «مصر يا امة يا بهية - يا ام طرحة وجلابية».
انتشرت قصائد نجم التي لحنها وغناها الشيخ إمام كالنار في الهشيم داخل وخارج مصر، فكثر عليها الكلام واختلف حولها الناس بين مؤيدين ومعارضين، في البداية استوعبت الدولة الشيخ وفرقته وسمحت بتنظيم حفل في نقابة الصحفيين وفتحت لهم أبواب الإذاعة والتليفزيون.
لكن سرعان ما انقلب الحال بعد هجوم الشيخ إمام في أغانيه على الأحكام التي برئت المسئولون عن هزيمة 1967، فتم القبض عليه هو ونجم ليحاكما بتهمة تعاطي الحشيش سنة 1969 ولكن القاضي أطلق سراحهما، لكن الأمن ظل يلاحقهما ويسجل أغانيهم حتى حكم عليهما بالسجن المؤبد ليكون الشيخ أول سجين بسبب الغناء في تاريخ الثقافة العربية.
قضى الشيخ إمام ونجم الفترة من هزيمة يوليو حتى نصر أكتوبر يتنقلوا من سجن إلى آخر ومن معتقل إلى آخر وكان يغني وهو ذاهب إلى المعتقلات اغنيته المشهورة شيد قصورك ومن قضية إلى أخرى، حتى أفرج عنهم بعد اغتيال الرئيس الراحل أنور السادات.
في منتصف الثمانينيات تلقى الشيخ إمام دعوة من وزارة الثقافة الفرنسية لإحياء بعض الحفلات في فرنسا، فلاقت حفلاته إقبالاً جماهيرياً كبيراً،  وبدأ في السفر في جولة بالدول العربية والأوروبية لإقامة حفلات غنائية لاقت كلها نجاحات عظيمة، وللأسف بدأت الخلافات في هذه الفترة تدب بين ثلاثى الفرقة الشيخ إمام ونجم ومحمد على عازف الإيقاع لم تنته إلا قبل وفاة الشيخ إمام بفترة قصيرة.

## دعمه القضية الفلسطينية
ناصر الشيخ إمام القضية الفلسطينية وغنى لها العديد من الأناشيد منها «يا فلسطينية» و«فلسطين دولة بناها الكفاح» وغيرها.

## النهاية
وفى منتصف التسعينات آثر الشيخ إمام الذي جاوز السبعين العزلة والاعتكاف في حجرته المتواضعة بحي الغورية ولم يعد يظهر في الكثير من المناسبات كالسابق حتى توفي في هدوء في 7 يونيو 1995 تاركاً وراءه أعمالاً فنية نادرة.

## أشهر أغانيه
- بقرة حاحا على يوتيوب:

### أغانيه بعد حرب 67
- شرفت يا نكسون بابا:
- له أغنية هي الأشهر في نكسة يونيو وهي (الحمد لله) وفيها: أغنية صباح الخير على الورد اللي فتح في جناين مصر

### ومن أغانيه أيضا
1. يا خواجه يا ويكا.
2. يا فلسطينيا على يوتيوب.
3. انادينكم.
4. مصر يمه يا بهية على يوتيوب.
5. جيفارا مات.
6. يا بلح أبريم.
7. بقرة حاحا.
8. الحمد لله خبطنا تحت بتطنا.
9. انا رحت القلعة وشفت ياسين.
10. نيكسون بابا.
11. شيد قصورك.

## وصلات خارجية
- الشيخ إمام على موقع ميوزك برينز (الإنجليزية)
- أعمال الشيخ إمام حسب الثيمات
- أعمال الشيخ إمام حسب الشراء
- الأعمال الكاملة للشيخ إمام على ساوند كلاود
- الشيخ إمام
- موقع اغانى الشيخ إمام وأحمد فؤاد نجم
- الشيخ إمام يغني «شيّد قصورك» (وأغنيات أخرى)
- قناة الجزيرة: ممنوعون - الشيخ إمام
- أغاني الشيخ إمام
- أغاني الشيخ إمام وأشعار أحمد فؤاد نجم